# 芦北町立小田浦小学校
芦北町立小田浦小学校（あしきたちょうりつ こだのうらしょうがっこう）は、かつて熊本県葦北郡芦北町小田浦にあった公立小学校。

## 沿革
- 1875年（明治8年） - 創立。
- 1887年（明治20年） - 田浦尋常小学校小田浦支校と改称。
- 1897年（明治30年） - 田浦尋常小学校と合併。
- 1949年（昭和24年） - 田浦工場和田寮を改築し、小田浦分校となる。
- 1961年（昭和36年） - 独立小学校となり、田浦町立小田浦小学校と改称される。
- 1972年（昭和47年） - 体育倉庫新設。
- 1980年（昭和55年） - 新校舎への移転。新校舎落成式。
- 1981年（昭和56年） - 体育館落成式。
- 2005年（平成17年） - 芦北町との合併により芦北町立小田浦小学校に改称。
- 2008年（平成20年） - 芦北町立田浦小学校に統合